# Skansbergets naturreservat
Skansbergets naturreservat är ett naturreservat i Ljusdals kommun i Gävleborgs län.
Området är naturskyddat sedan 2020 och är 20 hektar stort. Reservatet ligger sydost om Kårböle och består av nordöstra delen av Skansberget där skogen i sluttningen ofta är grandominerad, medan det finns inslag av tall längre ner i sluttningen, det finns också inslag av lövträd. Området drabbades av skogsbränderna i Sverige 2018.